# La prima notte di quiete
La prima notte di quiete (bra: A Primeira Noite de Tranquilidade; prt: Outono Escaldante) é um filme franco-italiano de 1972, do gênero drama, dirigido por Valerio Zurlini.

## Sinopse
O filme acontece num inverno na cidade de Rimini, na Itália. Daniele Dominici é um professor de literatura que foi morar em Rimini. Ele ensina na universidade local e fica apaixonado por uma aluna, chamada Vanina Abati, que parece ser uma pessoa magoada demais. Logo depois ele compreenderá o passado escuro dela, ligado à prostituição e a um namorado rico que a maltrata. Juntos tentarão começar uma nova vida longe de tudo.[carece de fontes?]

## Elenco
- Alain Delon.... Daniele Dominici
- Sonia Petrova.... Vanina Abati
- Giancarlo Giannini.... Giorgio Mosca, o "Spyder"
- Lea Massari.... Mónica
- Adalberto Maria Merli.... Gerardo Pavani
- Renato Salvatori.... Marcello
- Nicoletta Rizzi.... Elvira
- Alida Valli.... Marcella Abati